# Liste des cours d'eau de la Macédoine du Nord
C'est la liste des cours d'eau de la Macédoine du Nord.

## Liste alphabétique
Cet article présente la liste des cours d'eau de Macédoine du Nord classés par ordre alphabétique.
- Anska
- Babouna
- Bochava
- Bregalnitsa
- Dochnitsa
- Dragor
- Drin
- Drin noir
- Kadina
- Kotchanska
- Koumanovska
- Kriva
- Lepenac
- Lipkovska
- Markova Reka
- Pčinja
- Radika
- Serava
- Stroumitsa
- Svetinikolska
- Topolka
- Treska
- Tsrna
- Vardar
- Zletovska
- Zrnovska

## Liste par bassin versant

carte des cours d'eau de la Macédoine du Nord.

### Mer Egée
- le Vardar
  - Treska
    - Golema

  - Lepenac
    - Nerodimka

  - Kadina
  - Pčinja
    - Kriva
    - Koumanovska
      - Lipkovska

  - Topolka
  - Babouna
  - Bregalnitsa
    - Kotchanska
    - Svetinikolska
    - Zletovska
    - Zrnovska
    - Lakavica
    - Otinja

  - Tsrna
    - Šemnica
    - Dragor
    - Raec

  - Bochava
    - Dochnitsa

  - Stragarnica
  - Anska
  - Konska
  - Pena
  - Markova Reka
  - Serava
- le Strymon
  - Stroumitsa

### Mer Adriatique
- Drin
  - Drin Noir
    - Sateska
    - Radika

### Mer Noire
- Danube (en Serbie)
  - Morava méridionale (en Serbie)
    - Binačka Morava

## Classement des bassins versants en macédoine du Nord
| Bassin versant | superficie in km² | superficie in % | principal cours d'eau ou fleuve |
| -------------- | ----------------- | --------------- | ------------------------------- |
| Aegean Sea     | 22 319            | 86,80           | Vardar                          |
| includes:      | 20 535            | 79,86           | Vardar                          |
|                | 1535              | 5,97            | Strumica                        |
|                | 129               | 0,50            | Lebnica                         |
|                | 120               | 0,47            | Lake Doiran                     |
| Adriatic Sea   | 3350              | 13,03           | Black Drin                      |
| Black Sea      | 44                | 0,17            | Binačka Morava                  |